# Капска планинска жаба
Капските планински жаби (Strongylopus bonaespei) са вид земноводни от семейство Pyxicephalidae.
Срещат се по югозападното крайбрежие на Южноафриканската република.
Таксонът е описан за пръв път от френския херпетолог Ален Дюбоа през 1981 година.